# 泽地早熟禾
泽地早熟禾（学名：Poa palustris），为禾本科早熟禾属下的一个植物种。